# Deborah De Ridder
Deborah de Ridder (Mortsel, 22 maart 1982) is een Vlaams actrice, zangeres, danseres afkomstig uit het Antwerpse Schoten. Ze speelt voornamelijk in musicals, maar vertolkte ook al enkele gastrollen op televisie.
Op 3 juni 2009 won ze het VTM-programma Op zoek naar Maria, wat haar de hoofdrol van Maria opleverde in de nieuwe Vlaamse uitvoering van de musical The Sound of Music.
De Ridder studeerde aan Het Vita et Pax-college te Schoten( Latijnse) én aan de Kunsthumaniora in Antwerpen, richting Woordkunstdrama, nadien aan het conservatorium in Brussel, richting Drama, richting Musical, en daarna aan het Brabants Conservatorium, richting Muziektheater. Vervolgens volgde ze een cursus aan de Guilford School of Acting (GSA), deed zij musicalstages bij het Koninklijk Ballet van Vlaanderen en liep ze workshops bij onder anderen Carline Brouwer, Rosemary Ashe, Brigitte Odett, Koen van Dijk en Robert Long.
De Ridder organiseert nu zelf musical stages & workshops bij musicalifragilistic.
Ze trad op in onder andere The Sound of Music (2009), Daens (2008), Grease (2007-2008), Kuifje: De Zonnetempel (2007), De 3 Biggetjes Mevr. bosmuis (2007), Rembrandt (2006), Dracula (2005-2006), Sneeuwwitje (1998/2005), King and I (Koninklijk Ballet van Vlaanderen), Porters' Party, Annie en Cinderella (Vlaamse Opera).

## Producties

### Musical
- Mama in "Bucketlist" (2025)
- Carol in "Home for Christmas" (2022-23)
- Grace in de musical Annie (2019-2020)
- Bedelares in "Sweeney Todd" (2018)
- Koningin in " er was eens" (2018)
- Roodkapje, de sprookjesmusical (2018), mama van Roodkapje
- Lucy in de musical Jekyll and Hyde (2017)
- Oona Chaplin in de musical Chaplin (2017-2018)
- Evita (2016), Evita (2016-2017)
- Rosa in "Sacco & Vanzetti" (2016)
- Peetmoeder in Cinderella (Singapore 2014-2015)
- Marilyn (muziektheater) (2013), Marilyn Monroe
- Annie (musical) (2012-2013), Miss Hannigan
- Domino (2012), Dominique / Domino
- Anatevka (2011-2012), Tzeizel/Fromme Sarah
- My Fair Lady (2011), Eliza Doolittle
- Oliver! (2010), Bet
- Tell Me on a Sunday (2010), Emma
- The Sound of Music (2009), Maria
- Daens (2008), ensemble, alternate Nette
- Grease (2007-2008), Marty, (+eerste understudy Sandy en eerste understudy Rizzo)
- Kuifje: De Zonnetempel (2007), Mevrouw Heining
- De 3 Biggetjes (2007), Mevrouw Bosmuis
- Rembrandt (2006), ensemble, eerste understudy Hendrickje Stoffels
- Je negeert de waarheid (2006), ensemble
- Dracula, ensemble
- Porters' Party, Linda
- Sneeuwwitje (2005), ensemble, understudy Sneeuwwitje
- Sneeuwwitje (1998), ensemble

### Televisie
- Chris (gastrol) in Familie (VTM, 2012)
- Hoofdzuster Ria Van Bellingen in Ella (VTM, 2010-2011)
- Lise in David (VTM, 2009)
- Winnares van het VTM-programma Op zoek naar Maria (2009)
- Gastrol in Zone Stad (2008)
- Pilotaflevering Musicalbar (2007)
- Gastrol in Wittekerke als Emily (VTM, 2006)
- Gastrol in Spoed (VTM, 2005)
- Gastrol in Familie (VTM, 2005)

### Vlaamse dubbing
- Koningin in live action Snow White Disney (2025)
- Peppa Madrigal in Encanto Disney (2021)
- Alice’s wonderland Bakery (Cookie)
- Rapunzel (2010) - stem van Rapunzel
- Ralph Breaks the Internet (2018) - stem van Rapunzel
- Odette in de film Ballerina (2016)